# سیانوریک کلرید
سیانوریک کلرید (به انگلیسی: Cyanuric chloride) با فرمول شیمیایی C۳Cl۳N۳ یک ترکیب شیمیایی با شناسه پاب‌کم ۷۹۵۴ است. که جرم مولی آن ۱۸۴٫۴۱ g/mol می‌باشد. شکل ظاهری این ترکیب، پودر سفید است.